# Cho Yeong-jae
Cho Yeong-jae (Jangseong, 15 de janeiro de 1999) é um atirador esportivo sul-coreano.

## Carreira
Nascido em Jangseong-gun, Jeollanam-do, começou a atirar quando estava no 6º ano do ensino fundamental. Depois, ele se formou na Samgye Middle School e na Seoul Physical Education High School.
Em 2017, ele foi selecionado como membro da seleção coreana júnior e participou do Campeonato Mundial Júnior realizado em Juel, em junho. Ele ficou em quarto lugar na prova de pistola 25m e também competiu nas provas de pistola de ar comprimido e pistola de tiro rápido. Ele conquistou duas medalhas de prata e uma medalha de bronze na prova por equipes nesta competição. Posteriormente, foi selecionado como integrante da seleção coreana em 2023, e fez sua primeira aparição em uma competição internacional adulta através da Copa do Mundo realizada no Cairo, Egito, em fevereiro daquele ano.
Nos Jogos Olímpicos de Verão de 2024, em Paris, conquistou a medalha de prata na prova de pistola rápida 25 m masculino.